# Harsjön, Västmanland
Harsjön är en sjö i Västerås kommun i Västmanland och ingår i Norrströms huvudavrinningsområde. Sjön har en area på 0,0653 kvadratkilometer och ligger 76 meter över havet. Sjön avvattnas av vattendraget Bodabäcken (Vretabäcken).

## Delavrinningsområde
Harsjön ingår i det delavrinningsområde (660802-152984) som SMHI kallar för Ovan Åbybäcken. Medelhöjden är 45 meter över havet och ytan är 46,39 kvadratkilometer. Det finns inga avrinningsområden uppströms utan avrinningsområdet är högsta punkten. Bodabäcken (Vretabäcken) som avvattnar avrinningsområdet har biflödesordning 4, vilket innebär att vattnet flödar genom totalt 4 vattendrag innan det når havet efter 144 kilometer. Avrinningsområdet består mestadels av skog (61 procent) och jordbruk (27 procent). Avrinningsområdet har 0,06 kvadratkilometer vattenytor vilket ger det en sjöprocent på 0,1 procent.